# پل وینتر (پرتاب‌گر دیسک)
پل وینتر (فرانسوی: Paul Winter‎; ۶ فوریهٔ ۱۹۰۶ – ۲۲ فوریهٔ ۱۹۹۲) پرتاب‌گر دیسک اهل فرانسه بود.